# Faye Reagan
Faye Reagan, pseudonimo di Faye Jillian Henning (Nashville, 19 settembre 1988), è un'ex attrice pornografica statunitense.

## Biografia
Ha debuttato a 18 anni con lo pseudonimo di Faye Valentine. The Gauntlet 3 l'ha avuta protagonista di quattro scene, compresa una scena interrazziale con Jack Napier, un'orgia ed una gangbang con 18 uomini; le quattro scene sarebbero state filmate tutte in un solo giorno.
L'attrice non è solita realizzare scene di sesso anale.
Nel maggio 2008 è stata una delle "Fresh New Faces" dell'Adult Video News. Nel giugno dello stesso anno, Faye Reagan è apparsa alla XII Erotic LA Convention.

## Riconoscimenti
- AVN Award
  - 2009 – Candidatura per Best New Starlet
  - 2009 – Candidatura per Best Solo Sex Scene – Paid Companions
  - 2009 – Candidatura per Best Oral Sex Scene – The Gauntlet 3
  - 2009 – Candidatura per Best Group Sex Scene – The Gauntlet 3
  - 2010 – Candidatura per Best All-Girl Three-Way Sex Scene – All About Ashlynn 2: Girls Only[7]
  - 2010 – Candidatura per Best Tease Performance – Young & Glamorous[7]
  - 2011 – Candidatura per Best All-Girl Group Sex Scene – The Condemned[8]
  - 2011 – Candidatura per Best All-Girl Three-Way Sex Scene – Pin-Up Girls 5[8]
  - 2011 – Candidatura per Best Couples Sex Scene – Pornstars Punishment[8]
  - 2011 – Candidatura per Best POV Sex Scene – Fucked on Sight 7[8]
  - 2011 – Candidatura per Best Solo Sex Scene – Breast Meat 3[8]
  - 2011 – Candidatura per Best Three-Way Sex Scene (G/G/B) – WKRP in Cincinnati: A XXX Parody[8]
  - 2011 – Candidatura per Female Performer of the Year[8]
- XRCO Award
  - 2009 – Candidatura per New Starlet
  - 2009 – Candidatura per Cream Dream

## Filmografia
- Control 7 (2007)
- Frosty Finish 2 (2007)
- Fuck For Dollars 5 (2007)
- Gauntlet 3 (2007)
- Girls in White 5 (2007)
- Her First Lesbian Sex 12 (2007)
- I Film Myself 5 (2007)
- Innocence She's No Angel (2007)
- Lethal Latinas 4 (2007)
- Naughty Niches 1 (2007)
- She Is Half My Age 1 (2007)
- Swallow Every Drop 5 (2007)
- Teens With Tits 12 (2007)
- Women Seeking Women 36 (2007)
- Women Seeking Women 37 (2007)
- All About Ashlynn 2: Girls Only  (2008)
- All Girl Penetration of Kandi Hart (2008)
- ATK Freckle Fantasies (2008)
- ATK Galleria 6: Girls Only (2008)
- ATK Red Delicious (2008)
- Barely 18 39 (2008)
- Barely Legal 81 (2008)
- Barely Legal All By Myself 2 (2008)
- Barely Legal School Girls 4 (2008)
- Belladonna's Cock Pigs 1 (2008)
- Big Titty Workout 1 (2008)
- Bring Me the Head of Shawna Lenee (2008)
- Bubblegum Cuties 3 (2008)
- By Appointment Only 7 (2008)
- Control 8 (2008)
- Cougar Recruits 2 (2008)
- Couples Seduce Teens 8 (2008)
- Dreams and Desires (2008)
- Fantasy All Stars 9 (2008)
- Four Finger Club 25 (2008)
- Fuck Club (2008)
- Girl and her Toys (2008)
- Girl Girl Studio 7: Keana Does L.A. (2008)
- Girls Hunting Girls 18 (2008)
- Girls Will Be Girls 4 (2008)
- Handies (2008)
- Hot Showers 17 (2008)
- House of Jordan 2 (2008)
- Imperfect Angels 1 (2008)
- Imperfect Angels 2 (2008)
- Imperfect Angels 3 (2008)
- Imperfect Angels 4 (2008)
- Imperfect Angels 5 (2008)
- Imperfect Angels 6 (2008)
- Jack's Redhead Adventure (2008)
- Kink (2008)
- Lesbian Seductions 19 (2008)
- Matt's Models 5 (2008)
- Matt's Models 6 (2008)
- Miss Blackwood Diaries (2008)
- My Secret Girlfriend (2008)
- Paid Companions (2008)
- Red Hotz (2008)
- Reform School Girls 4 (2008)
- Sasha Grey's Anatomy (2008)
- Seduced By A Real Lesbian 3 (2008)
- Solostravaganza 3 (2008)
- Spit Swappers 2 (2008)
- Spring Fling (2008)
- Sweat 4 (2008)
- Teen Cream (2008)
- Teen Hitchhikers 20 (2008)
- Tied Up (2008)
- Virgin Diaries (2008)
- We Live Together.com 4 (2008)
- Who Let the Cats Out (2008)
- Women Seeking Women 49 (2008)
- 19th Birthday 1 (2009)
- 19th Birthday 2 (2009)
- Addicted To Pleasure (2009)
- Babewatch: Lifeguard On Duty (2009)
- Babysitter's Club (2009)
- Barefoot Confidential 63 (2009)
- Barely Legal POV 4 (2009)
- Bree's Big Campout (2009)
- Bree's Big Screw Review (2009)
- Cougars Love Kittens (2009)
- Creampies Anyone? (2009)
- Field of Schemes 3 (2009)
- French Confessions (2009)
- Fucked on Sight 7 (2009)
- Girl's Guide to Girls (2009)
- I Am Eighteen 2 (2009)
- Interactive Sex with Tori Black (2009)
- Itch (2009)
- It's a Mommy Thing 5 (2009)
- Jack's POV 15 (2009)
- Lesbian Bridal Stories 3 (2009)
- Lesbian Bridal Stories 4 (2009)
- Mike's Dirty Movie (2009)
- Mother-Daughter Exchange Club 8 (2009)
- My Handiwork (2009)
- Nobody Does It Redder 1 (2009)
- Nymphetamine 1 (2009)
- Nymphetamine Solamente 1 (2009)
- Office: A XXX Parody 1 (2009)
- Only Teen Blowjobs 4 (2009)
- Perversion (2009)
- Popporn: The Guide to Making Fuck (2009)
- Pure 18 11 (2009)
- Sexquake (2009)
- She's Barely a MILF (2009)
- Slutty Gaggers 3 (2009)
- Starlets (2009)
- Teenage Whores 4 (2009)
- This Ain't The Partridge Family XXX (2009)
- TMSleaze (2009)
- Torrid Tales of Naked Bondage (2009)
- Undress Me (2009)
- We Love Redheads 1 (2009)
- Whack Jobs 4 (2009)
- WKRP In Cincinnati: A XXX Parody (2009)
- Young And Glamorous 1 (2009)
- Young Sluts, Inc. 20 (2009)
- All Reality Gang Bang 1 (2010)
- Baby Got Boobs 3 (2010)
- Barely Legal Kittens vs. Cougars (2010)
- Before I'm 21 1 (2010)
- Belladonna's Heavy Petting (2010)
- Big Tits at School 10 (2010)
- Breakfast Club XXX (2010)
- Breast Meat 3 (2010)
- Bree's Beach Party 3 (2010)
- Bus Stop Girls (2010)
- Condemned (2010)
- Cougars Cruisin Coeds (2010)
- Debbie Duz Dishes Again (2010)
- Desires (2010)
- Down The Rabbit's Hole (2010)
- Downtown Girls 1 (2010)
- Eternal Love 2: Reckless Heart (2010)
- Faye N' Georgia Birthday Bash (2010)
- Girl Next Door (2010)
- I Have a Wife 10 (2010)
- Legs Up Hose Down (2010)
- Lesbian Legal 6 (2010)
- Lipstick Lesbo 1 (2010)
- Lush 1 (2010)
- Lust Lovers 1 (2010)
- Meow (2010)
- Naughty Bookworms 18 (2010)
- Naughty Nanny 3 (2010)
- Nobody Does It Redder 4 (2010)
- Not Married With Children XXX 2 (2010)
- Old Enough to be Their Mother 8 (2010)
- Pin-up Girls 1 (2010)
- Pin-up Girls 2 (2010)
- Pin-up Girls 5 (2010)
- Poor Little Shyla (2010)
- Porn Fidelity 24 (2010)
- Pornstars Like It Big 10 (2010)
- Pornstars Punishment 1 (2010)
- Pretty Filthy 2 (2010)
- Private Lessons (2010)
- Riley Steele: Roommates (2010)
- Rocco's American Adventures (2010)
- Slutty and Sluttier 13 (2010)
- Squeeze (2010)
- Teen Tapes (2010)
- Tres Flores (2010)
- Twistys Hard 1 (2010)
- Wanna Fuck My Daughter Gotta Fuck Me First 8 (2010)
- Before I'm 21 2 (2011)
- Big Tits in Sports 6 (2011)
- Cookies n' MILF (2011)
- Couples Seeking Teens 6 (2011)
- Crazy for Pussy 3 (2011)
- Delta Bang My Pi (2011)
- Dirty Wet Girls (2011)
- Double Vision 3 (2011)
- Five Stars 2 (2011)
- Foot Fetish Daily 7 (2011)
- Girl Games 2 (2011)
- Lesbian Spotlight: Alyssa Reece (2011)
- Lesbian Spotlight: Jayme Langford (2011)
- Naughty Bookworms 21 (2011)
- Naughty Rich Girls 6 (2011)
- Next Door and Alone (2011)
- Passport (2011)
- Payment (2011)
- Power Fuck (2011)
- Pure 18 18 (2011)
- Real Workout 1 (2011)
- Riley Steele: Satisfaction (2011)
- Sticky Teen Faces 3 (2011)
- Teen Models 7 (2011)
- This Ain't Hollywood Squares XXX (2011)
- Wife Switch 12 (2011)
- Young Hot and Lesbian (2011)
- 2 Chicks Same Time 11 (2012)
- Big Tits at Work 15 (2012)
- Big Tits in Uniform 8 (2012)
- Doctor Adventures.com 13 (2012)
- Erotic Encounters 1 (2012)
- Girl Games 3 (2012)
- I Kiss Girls 1 (2012)
- Lesbian Spotlight: Faye Reagan (2012)
- Lot of Pussy (2012)
- Me and My Girlfriend 1 (2012)
- Superstars First Scenes (2012)
- Teens At Work 1 (2012)
- Teens For Toys (2012)